# 扁舵鲣
扁舵鲣（学名：Auxis thazard thazard），又名扁花鰹、煙仔魚、油煙、花煙、平花鰹、憨煙，为輻鰭魚綱鱸形目鯖亞目鯖科的其中一亞種。

## 分布
本魚分布于全球各大洋溫帶及亞熱帶海域。该物种的模式产地在新几内亚。

## 特徵
本魚體呈紡錘型，側扁橫斷面近於橢圓形。背面藍色, 頭部則為深紫色或黑色，在側線上面具波浪狀圖案。胸甲末端位於胸鰭前端附近，又在第一背鰭與第二背鰭間之下方急遽變窄，腹部白色，胸鰭與腹鰭紫色。背鰭硬棘10至12枚；背鰭軟條10至13枚；臀鰭硬棘0枚；臀鰭軟條10至14枚，體長可達65公分。

## 生態
本魚生活于水深0至50公尺。為沿岸性洄游魚類，經常集結成一大群，以高速泳動追逐沙丁魚或其他小魚為食。

## 經濟利用
為經濟魚類，適合煮湯或紅燒或製成罐頭。